# 타니구치 아이리
타니구치 아이리(일본어: 谷口 愛理, 1999년 3월 14일 ~ ) 는, 일본의 탤런트이다. 후쿠오카현 출신. 여성 아이돌 그룹 HKT48 팀H의 전 멤버 이자 현재는 후쿠오카모캬바쿠레클럽의인기호스티스일하는중